# Kleszczak afrykański
Kleszczak afrykański (Anastomus lamelligerus) – gatunek dużego ptaka z rodziny bocianów (Ciconiidae). Dziób jasny, między zamkniętymi połówkami szeroka „dziura”. Zwykle towarzyski, żeruje na terenach otwartych; pozwala obserwować się z bliska. Swoim niezwykłym dziobem kruszy skorupy małży i ślimaków.
RozmiaryDługość ciała około 100 cm, rozpiętość skrzydeł 130–150 cm, masa ciała 1,2–1,3 kg.
Zasięg, środowiskoAfryka. Lokalnie liczny na terenach podmokłych. Niektóre osiadłe, większość jednak wędruje w obrębie całej Afryki.
PodgatunkiWyróżniono dwa podgatunki A. lamelligerus:
- Anastomus lamelligerus lamelligerus – Afryka na południe od Sahary
- Anastomus lamelligerus madagascariensis – Madagaskar

StatusIUCN uznaje kleszczaka afrykańskiego za gatunek najmniejszej troski (LC – Least Concern) nieprzerwanie od 1988 roku. Liczebność populacji szacuje się na 300–500 tysięcy osobników. Trend liczebności populacji uznawany jest za stabilny.